# Senior Interactive
Senior Interactive este o agenție independentă de comunicare digitală din România.
Face parte din Senior Grup, alături de Senior Software și SincronHR.
Compania are una dintre cele mai mari echipe dedicate comunicării online din piața românească de profil - peste 35 de angajați în 8 departamente.
Principalele servicii oferite sunt: consultanță și strategie de comunicare online, mecanisme de campanii online, web design și web development, integrare cu campanii și promoții offline, search engine optimization, dezvoltarea de advergames.
Printre clienții mari ai agenției se numără GlaxoSmithKline - Consumer HealthCare, Heineken Romania (cu brandurile Heineken și Goesser), Orange România, Renault Nissan Romania, Renault Technologie Romania, Wrigley Balkan East.
Compania a fost distinsă cu premiul Outstanding Website la categoria Consumer Goods în cadrul WebAward 2009.
Din anul 1997, Web Award este una dintre cele mai prestigioase competiții ale industriei de profil la nivel mondial, reunind un număr mare de lucrări, jurizate de experți în comunicare online, din companii renumite.
Cifra de afaceri în 2008: 1,1 milioane euro